# むつ郵便局
むつ郵便局（むつゆうびんきょく）は青森県むつ市にある郵便局である。民営化前の分類では集配普通郵便局であった。

## 概要
住所：〒035-8799 青森県むつ市新町8-10

### 分室
分室はなし。なお、過去に存在した分室は次のとおり。
- 宇田分室（84009A） - 大湊郵便局の郵便区統合の際に当局が引き継いだが、1997年（平成9年）4月1日に廃止した。

### 出張所（局外設置ATM）
民営化後はゆうちょ銀行仙台支店に管理が移された。
- マエダ百貨店内出張所 - ホリデーサービス実施出張所

## 沿革
- 1872年（明治5年）旧7月 - 田名部（たなぶ）郵便取扱所として開設[1]。
- 1875年（明治8年）1月1日 - 田名部郵便局（五等）となる。
- 1878年（明治11年）1月 - 為替取扱を開始。
- 1879年（明治12年） - 貯金取扱を開始。
- 1891年（明治24年）2月1日 - 田名部郵便電信局となる。
- 1903年（明治36年）4月1日 - 通信官署官制の施行にともない、田名部郵便局となる。
- 1949年（昭和24年）
  - 6月1日 - 逓信省が郵政省と電気通信省に分割するのに伴って、田名部郵便局と田名部電報電話局に分割[2]。
  - 12月1日 - 特定郵便局から普通郵便局に局種別改定[3]。
- 1982年（昭和57年）2月1日 - むつ市田名部町から同市新町に局舎を新築し、移転[4]。
- 1992年（平成4年）2月1日 - むつ郵便局に改称[5]。
- 1995年（平成7年）4月3日 - 大湊郵便局から集配業務ならびに宇田分室を移管[6]、大湊郵便局を普通郵便局から特定郵便局に局種別改定[7]。
- 1996年（平成8年）7月1日 - 外国通貨の両替および旅行小切手の売買に関する業務取扱を開始。
- 1997年（平成9年）4月1日 - 宇田分室を廃止[8]。
- 2007年（平成19年）3月5日 - 隣接する下北郡東通村の岩屋郵便局（〒035-0199）から集配業務を移管[9]。
- 2007年（平成19年）10月1日 - 民営化にともない、併設された郵便事業むつ支店に一部業務を移管。
- 2012年（平成24年）10月1日 - 日本郵便株式会社の発足に伴い、郵便事業むつ支店をむつ郵便局に統合。

## 取扱内容
- 郵便、印紙、ゆうパック、内容証明
- 貯金、為替、振替、振込、国際送金、外貨両替、国債、投資信託
- 生命保険、バイク自賠責保険、自動車保険
- ゆうちょ銀行ATM
- むつ市内の一部地域（旧・むつ市全域）および下北郡東通村の北部地域（〒035-xxxx）の集配業務
- ゆうゆう窓口

## 風景印
- 図柄は霊場・恐山地蔵堂と三途川に架かる太鼓橋、大尽山。局名表記は「むつ」
- 使用開始日は1992年（平成4年）2月1日

## 周辺
- むつ年金事務所
- 青森県立田名部高等学校
- むつ市立田名部中学校
- むつ市立苫生小学校
- アツギ東北株式会社むつ事業所（2022年5月をもって閉鎖）
- むつバスターミナル
- 国道279号
- 国道338号
- 田名部川

## アクセス
- JR大湊線 下北駅より徒歩約28分
- 下北交通バス 郵便局前停留所下車
- 駐車場あり：14台